# Serokomla (gromada)
Serokomla – dawna gromada, czyli najmniejsza jednostka podziału terytorialnego Polskiej Rzeczypospolitej Ludowej w latach 1954–1972.
Gromady, z gromadzkimi radami narodowymi (GRN) jako organami władzy najniższego stopnia na wsi, funkcjonowały od reformy reorganizującej administrację wiejską przeprowadzonej jesienią 1954 do momentu ich zniesienia z dniem 1 stycznia 1973, tym samym wypierając organizację gminną w latach 1954–1972.
Gromadę Serokomla z siedzibą GRN w Serokomli utworzono – jako jedną z 8759 gromad na obszarze Polski – w powiecie łukowskim w woj. lubelskim na mocy uchwały nr 13 WRN w Lublinie z dnia 5 października 1954. W skład jednostki weszły obszary dotychczasowych gromad Serokomla, Ruda, Wólka, Hordzież, Bronisławów, Poznań, Bielany i Józefów ze zniesionej gminy Serokomla oraz miejscowość Sąsiadka z dotychczasowej gromady Krępa ze zniesionej gminy Łysobyki w tymże powiecie. Dla gromady ustalono 27 członków gromadzkiej rady narodowej.
1 stycznia 1958 do gromady Serokomla włączono wieś Czarna z gromady Wola Gułowska w tymże powiecie.
1 stycznia 1970 do gromady Serokomla włączono wieś Pieńki z gromady Jeziorzany w powiecie radzyńskim w tymże województwie.
Gromada przetrwała do końca 1972 roku, czyli do kolejnej reformy gminnej. 1 stycznia 1973 w powiecie łukowskim reaktywowano gminę Serokomla.